# نبيل عيسى
نبيل عيسى (24 أكتوبر 1978 -)، ممثل مصري شاب. بدايته كانت في فيلم يا انا يا خالتي، انطلق بعدها ليخوض تجربته الخاصة في عالم السينما.

## أعماله
- نص جوازة (فيلم) 2018.
- مش رايحين في داهية 2017.
- من 30 سنة 2016.
- سكر مر (فيلم) 2015.
- خانة اليك 2015.
- يا انا يا خالتي 2005.
- استغماية 2006.
- ملك وكتابة 2006.
- عمليات خاصة 2007.
- أنا مش معاهم 2007.
- زي النهاردة 2008.
- بدون رقابة 2009.
- عايزة أتجوز 2010.
- أحاسيس.
- ريش نعام 2010.
- دوران شبرا 2011.
- المواطن أكس 2011.
- طرف ثالث 2012.
- تحت الارض 2013.
- تتح 2013
- العملية ميسى 2014.
- قصر النيل 2021
- الغرفة 207 2022
- قسمتك ونصيبي (حكاية على الهادي يا زبادي) 2023.
- لأول مرة 2025.